# Madame Bovary (filme de 2014)
Madame Bovary é um filme de drama estadunidense realizado por Sophie Barthes. Foi baseado no romance homónimo de Gustave Flaubert. O filme estrelou Mia Wasikowska, Henry Lloyd-Hughes, Paul Giamatti, e Ezra Miller. O filme foi lançado nos Estados Unidos em 12 de junho de 2015, e em Portugal em 25 de junho do mesmo ano.

## Elenco
- Mia Wasikowska como Emma Bovary[3]
- Henry Lloyd-Hughes como Charles Bovary[3]
- Ezra Miller como Leon Dupuis[3][4]
- Paul Giamatti como Monsieur Homais[3][4]
- Rhys Ifans como Monsieur Lheureux[3]
- Logan Marshall-Green como Marquis (Rodolphe Boulanger no romance)[5]
- Olivier Gourmet como Monsieur Rouault[5]
- Laura Carmichael como Henrietta[5]

## Produção
Em março de 2012, foi noticiado que Mia Wasikowska foi escalada para o filme, que seria realizado por Sophie Barthes. Ezra Miller foi escalado em maio e Rhys Ifans em outubro de 2012. Laura Carmichael, Olivier Gourmet, e Logan Marshall-Green foram escalados em setembro de 2013. As filmagens iniciaram-se em Normandia, em 30 de setembro de 2013.
Joe Neurauter e Felipe Marino da Occupant Entertainment produziram o filme em colaboração com a realizadora Sophie Barthes, a companhia produtora Aden Films e Jaime Mateus-Tique da Aleph Motion Pictures.
Em abril de 2014, a Warner Bros. adquiriu os direitos do filme da A Company Filmed Entertainment, para os países de língua alemã.
Em 9 de setembro de 2014, um dia após a estreia do filme no Festival de Cinema de Telluride, a Millennium Entertainment adquiriu os direitos do filme para exibição nos Estados Unidos.